# Oppidum de l'Impernal
L'oppidum de l'Impernal est situé sur une colline jadis fortifiée du Pech de l'Impernal dominant le Lot, sur le territoire de la commune de Luzech dans le département du Lot.

## Localisation et environnement
Au sommet de falaises calcaires surplombant le Lot dans le département du Lot.

## Histoire
Pendant deux siècles, les archéologues discutent pour savoir qui de l'oppidum de l'Impernal, du site de Capdenac-le-haut et de l'oppidum du Puy d'Issolud est Uxellodunum défendu par Lucterios dans la dernière bataille de la guerre des Gaules. Pendant un temps, la Commission de topographie des Gaules a admis que l'oppidum de l'Impernal a été ce lieu. Les historiens penchent aujourd'hui pour le Puy d'Issolud à partir des dernières découvertes sur le site.
Sa forme allongée (700 m de long avec une largeur variant de 75 à 200 m) dominant de 150 m le Lot, au-dessus de Luzech, on fait du site un emplacement idéal pour y construit un habitat fortifié.
L'occupation du site a commencé au Ve siècle av. J.-C. avec la construction d'un premier rempart barrant son accès nord.
Aux IIe et Ier siècles avant J.-C. l'oppidum occupé par les Cadurques est de nouveau protégé par un rempart du type murus gallicus, mur gaulois construit à l'aide de pierres et poutres en bois.
Des édifices mal identifiés sont construits pendant la période gallo-romaine. 
Armand Viré a découvert en 1922 un bâtiment comportant deux murs d'enceinte de plan carré. Ce type de bâtiment correspond à un fanum gallo-romain, un temple rural dans la tradition gauloise, construit au Ier siècle av. J.-C. Il comprend la cella dans l'enceinte carrée intérieure, entourée d'une galerie entre les deux vestiges de murs de plan carré. L'enceinte extérieure devait probablement supporter des colonnes en bois. Le fanum a été occupé au moins jusqu'au IIIe siècle après J.-C. Plus tard, une trentaine de sépultures à inhumation en coffres de dalles calcaires y ont été placées.
La plupart des objets livrés au cours des fouilles sont présentés dans le musée archéologique Armand-Viré installé dans une salle voûtée de la Maison des Consuls de Luzech. On peut aussi y voir une maquette de l'oppidum avec la localisation des principaux vestiges mis au jour.
Des portions de l'oppidum ont été classées au titre des monuments historiques le 13 novembre 1984.